# Districtul Neu-Ulm
Districtul Neu-Ulm este un district rural (Landkreis) din regiunea administrativă Șvabia (Regierungsbezirk Schwaben), landul Bavaria, Germania.
Districte vecine sunt: spre sud-vest districtul Biberach, spre nord-vest Alb-Donau și orașul Ulm (toate trei din landul Baden-Württemberg); spre est districtul Günzburg și spre sud districtul Unterallgäu (ambele din Bavaria). Sediul districtului este orașul Neu-Ulm.

## Orașe și comune
| orașe 1. Illertissen (16.455) 2. Neu-Ulm (51.461) 3. Senden (22.306) 4. Vöhringen (13.031) 5. Weißenhorn (13.280) comune (târg) 1. Altenstadt (4.716) 2. Buch (3.660) 3. Kellmünz an der Iller (1.368) 4. Pfaffenhofen an der Roth (7.107) | comune 1. Bellenberg (4.578) 2. Elchingen (9.296) 3. Holzheim (1.756) 4. Nersingen (9.206) 5. Oberroth (839) 6. Osterberg (857) 7. Roggenburg (2.711) 8. Unterroth (956) |